# Полікраїште
Полікра́їште (болг. Поликраище) — село у Великотирновській області Болгарії. Входить до складу общини Горішня Оряховиця.

## Населення
За даними перепису населення 2011 року у селі проживали 1965 осіб.
Національний склад населення села:
| Національність   | Кількість осіб | Відсоток |
| ---------------- | -------------- | -------- |
| болгари          | 1827           | 97,9%    |
| турки            | 19             | 1,0%     |
| цигани           | 11             | 0,6%     |
| Всього відповіли | 1867           |          |

Розподіл населення за віком у 2011 році:
Динаміка населення: